# 谢达·图特哈良
谢达·古尔格诺弗娜·图特哈良（俄语：Седа Гургеновна Тутхалян，1999年7月15日—）生于亚美尼亚久姆里，是一名俄罗斯女子竞技体操运动员。图特哈良小时随家人一起移居至俄罗斯莫斯科，她的父亲是一位桑搏世界冠军，她的哥哥代表白俄罗斯参加桑搏比赛，她7岁时因父亲希望她强身健体而开始从事体育运动。图特哈良曾在2014年参加南京青奥，获得两枚金牌和一枚银牌。2015年，她开始参加成年级别赛事。2016年，她入选里约奥运俄罗斯女子竞技体操队名单，并在奥运正赛中联同队友在女子团体项目上摘得银牌。